# Alphinellus minimus
Alphinellus minimus är en skalbaggsart som beskrevs av Bates 1881. Alphinellus minimus ingår i släktet Alphinellus och familjen långhorningar.
Artens utbredningsområde är Guatemala. Inga underarter finns listade i Catalogue of Life.